# آدریان کارامبولا
آدریان کارامبولا (ایتالیایی: Adrian Carambula؛ زادهٔ ۱۶ مارس ۱۹۸۸) بازیکن والیبال ساحلی اروگوئه‌ای‌تبار اهل ایتالیا بود. وی در بازی‌های المپیک تابستانی ۲۰۱۶ شرکت کرده‌است.